# Satchelliella compta
Satchelliella compta és una espècie d'insecte dípter pertanyent a la família dels psicòdids que es troba a Europa, incloent-hi la Gran Bretanya, Alemanya, Dinamarca, els Països Baixos i Bèlgica.